# Palaeomolis obscurata
Palaeomolis obscurata là một loài bướm đêm thuộc phân họ Arctiinae, họ Erebidae.